# Таверн, Омер
Омер Таверн (нидерл. Omer Taverne; 27 июля 1904, коммуна Бенш, провинция Эно, Бельгия — 10 октября 1981,  коммуна Дакс, департамент Ланды, Франция) — бельгийский профессиональный шоссейный велогонщик в 1927-1936 годах.  Победитель велогонок: Бенш — Шиме — Бенш (1922, 1926),  Чемпионат Цюриха (1930).

## Достижения
1922
1-й  Бенш — Шиме — Бенш
1925
10-й  Льеж — Бастонь — Льеж
1926
1-й  Бенш — Шиме — Бенш
1929
1-й  — Этап 3 Тур де Франс
1930
1-й  Чемпионат Цюриха
1-й  — Этап 4 Тур де Франс
10-й  Тур Фландрии
1935
7-й Париж — Рубе

## Статистика выступлений

### Гранд-туры
| Гранд-тур      | 1929 | 1930 |
| -------------- | ---- | ---- |
| Джиро д’Италия | —    | —    |
| Тур де Франс   | 21   | 30   |

| —  | Не участвовал  |
| НФ | Не финишировал |